# Медаль В память боя под Бородино (французская)
Медаль «В память боя под Бородино» — две медали Французской империи для французских солдат и офицеров, учреждены по указу Императора Наполеона I Бонопарта, в память Бородинского сражения.
После Бородинского сражения Император Наполеон не раз говорил: “Из всех моих сражений самое ужасное то, которое я дал под Москвой. Французы в нём показали себя достойными одержать победу, а русские получили право назваться непобедимыми”.
Награждались французы, участвовавшие в Бородинском сражении (французское название: «Сражение на Москве-реке»), против русских войск. Является третьей в серии из шести французских медалей на события в Отечественное войне 1812 года.

## Описание медалей
1. Лицевая сторона: профильное, обращённое вправо, изображение Императора Наполеона, в лавровом венке. Надписи: слева: NAPOLEON, справа: EMP, ET ROI (Наполеон император и король). Оборотная сторона: скачущий на коне французский воин (гусар) с мечем (саблей) в правой руке, преследует убегающего от него русских солдат, из коих один в высоком кивере повержен, а второй убегает раненый. На поле сражения видны брошенные пушки. Надпись под обрезом в три строки: BATAILLE DE LA MOSKOWA VII SEPTEMBRE MDCCCXII (Сражение при Москве 7 сентября 1812 года). Слева около ободка надпись: JEUFFROY. F (фамилия гравёра), справа надпись: DENON DIP (фамилия директора монетного двора). Диаметр медали 1, 5/8 дюйма (41 мм).
2. Лицевая сторона: профильное, погрудное изображение Императора Наполеона, обращённого вправо. По окружности надпись: NAPOLEON EMPEREUR ET ROI (Наполеон император и король). Под обрезом шеи надпись: DROZ. F (фамилия гравёра).                                                                                                             Оборотная сторона: воин с палицей в руке побивает не приятелей, из которых один защищается, а другой раненый убегает. В ногах французских воинов несколько убитых русских солдат. Под обрезом надпись в две строки: BATAILLE DE LA MOSKOWA 7 SEPTEMBRE 1812. Слева у окружности:  I. P. DROZ. F (фамилия гравёра).  Диаметр медали 2, ½ дюйма (54 мм).

В оборотной стороне данной медали аллегорическое изображение Наполеона в виде Геркулеса с львиной шкурой на плечах. Геркулес замахивается палицей на убегающего от него человека и отражающего удар протянутой рукой, закрытой каким-то покрывалом. Второй человек, по видимому получивший уже удар, удаляется держась за голову. Обе эти фигуры должны олицетворять русский народ, получивший страшный удар в битве при Бородино. Поле сражения усеяно трупами и над ними парит орёл, несущий в лапах молнии.